# Armata a 15-a a Statelor Unite ale Americii
Armata a 15-a a Statelor Unite ale Americii (în engleză Fifteenth United States Army) a fost o armată de câmp a Statelor Unite în Teatrul European al celui de-Al Doilea Război Mondial. A fost ultima armată de câmp a Statelor Unite care a activat în nord-vestul Europei în timpul războiului și a fost comandată de generalul George S. Patton până la moartea sa în decembrie 1945. Armata a 15-a a avut două misiuni separate în timp ce a fost repartizată în zonă. În ultimele etape ale războiului, misiunea sa a fost antrenarea și reabilitarea unităților și acționarea ca linie defensivă împotriva contraatacurilor. După Al Doilea Război Mondial, misiunea sa a fost de a îndeplini sarcini de ocupație și de a culege informații istorice legate de Teatrul European de Operații. Armata a 15-a a fost inactivată la Bad Nauheim, Germania, în 1946.

## Comandanți
- Major General John P. Lucas, 14 august 1944 – 15 octombrie 1944
- Lieutenant General Lucian K. Truscott, 15 octombrie 1944 - 15 decembrie 1944
- Colonel Louis Compton, 15 decembrie 1944 – 2 ianuarie 1945
- Major General Ray E. Porter, 8 ianuarie 1945 – 16 ianuarie 1945
- Lieutenant General Leonard T. Gerow, 16 ianuarie 1945 – 21 octombrie 1945
- General George S. Patton, 21 octombrie 1945 – 21 decembrie 1945
- Major General Hobart Gay, 21 decembrie 1945 – 31 ianuarie 1946